# Macrochenus lacordairei
Macrochenus lacordairei är en skalbaggsart. Macrochenus lacordairei ingår i släktet Macrochenus och familjen långhorningar.

## Underarter
Arten delas in i följande underarter:
- M. l. lacordairei
- M. l. alorensis
- M. l. balianus